# Kathedrale des Heiligen Charalambos (Mariupol)

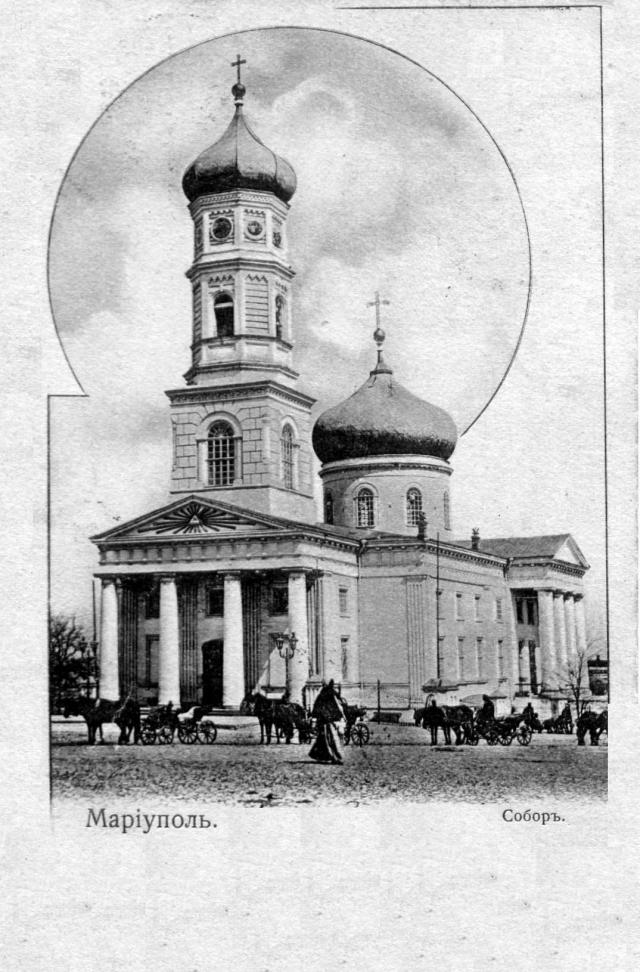
Neue Kathedrale

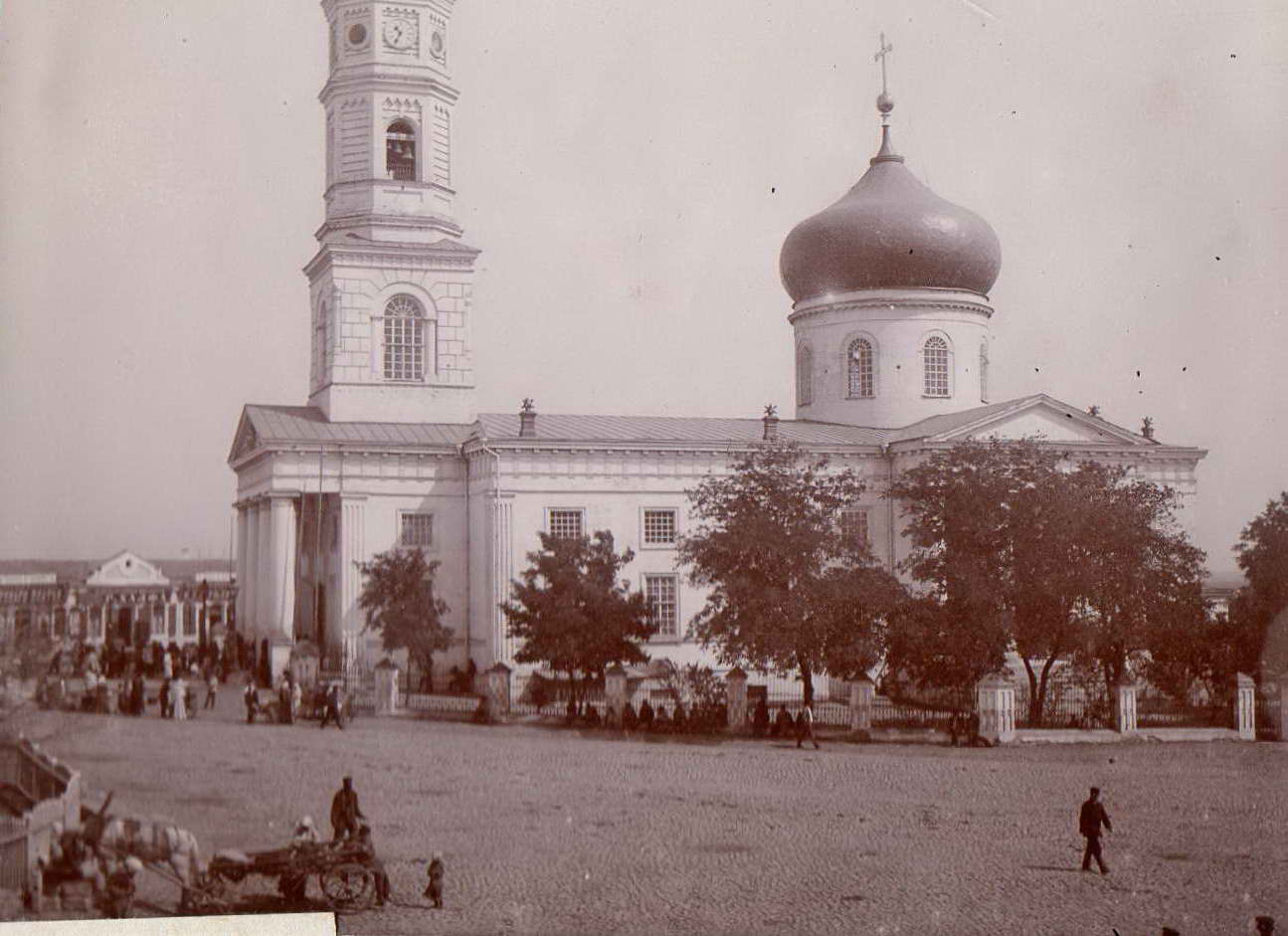

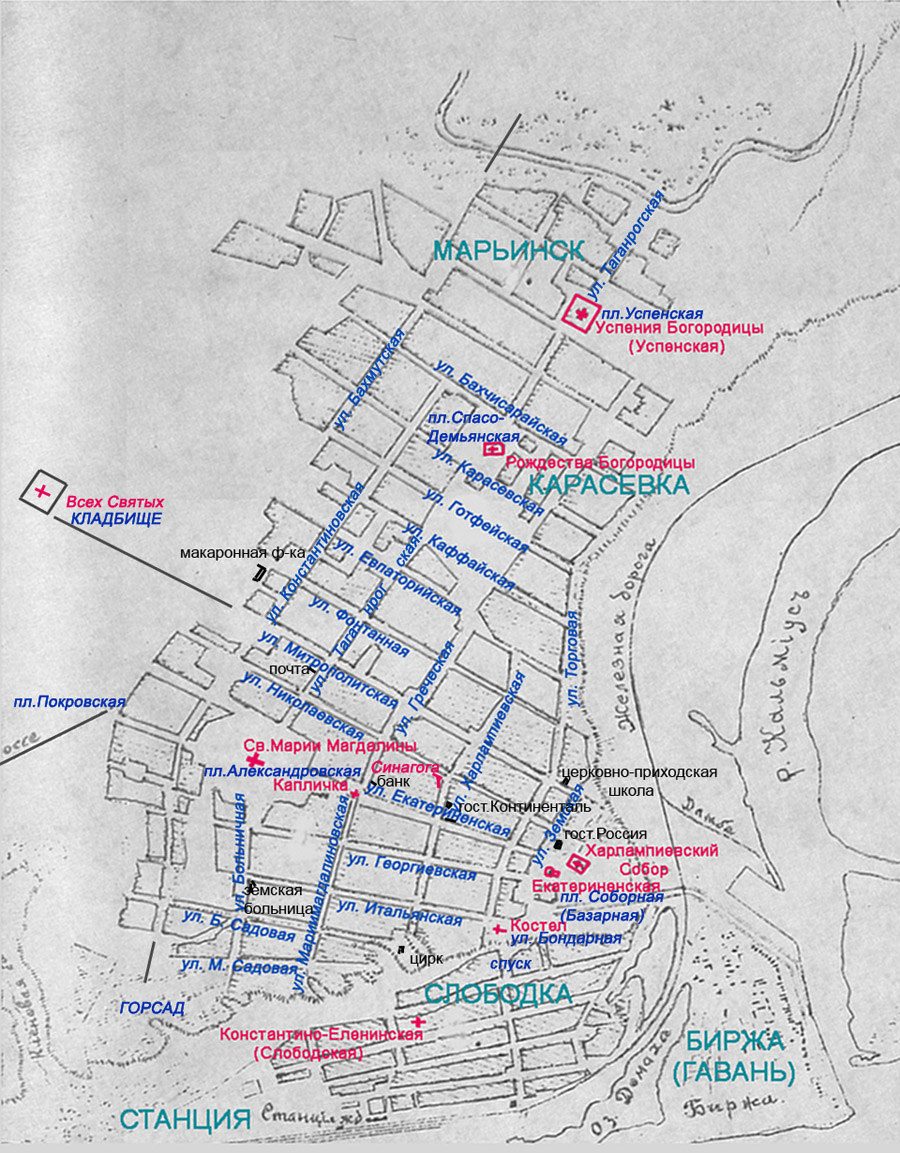
Stadtplan von 1892 mit den Sakralbauten (in roter Farbe)

Die neue orthodoxe Kathedrale des heiligen Charalambos (ukrainisch Харлампіївський собор, russisch Соборна Харлампиевска церква) in Mariupol wurde 1845 geweiht und bestand zirka 90 Jahre lang.

## Geschichte
Die erste Kathedrale Mariupols entstand noch in der Vorgängersiedlung Pawlowsk. Schon nach mehreren Jahrzehnten galt sie als zu klein und baufällig, weshalb neben ihr eine neue, größere Kathedrale errichtet wurde. Baubeginn war 1823, die Weihe jedoch erst 22 Jahre später. In den 1930er Jahren wurden beide Kirchen durch die Sowjetunion als unwichtig eingestuft und abgerissen. An der Stelle der Sakralbauten errichtete man das DOSAAF-Hochhaus (heute OSOU, ukrainisch Общество содействия обороне Украины).

## Baubeschreibung
Der Kirchenbau mit hohem Glockenturm war das größte Gebäude Mariupols und auch vom Asowschen Meer aus weithin sichtbar, so dass er als Orientierungspunkt für die Schifffahrt diente. Das Glockenspiel erklang aller 15 Minuten. Die Hauptglocke wog fünf Tonnen. Nach dem Abriss der Kirche sollte das Glockenspiel in einem neuen, „sozialistischen“ Turm Platz finden, doch es kam nicht mehr dazu. Im Zweiten Weltkrieg wurde es nach Deutschland gebracht. Das dreischiffige Bauwerk im byzantinischen Stil besaß eine Zentralkuppel und war durch die Portiken klassizistisch geprägt. Der Turm wurde in den Jahren 1891 bis 1892 ergänzt und mit der Kirche verbunden.
Im Inneren der Kathedrale war für 5.000 Menschen Platz. Neben dem Hochaltar des heiligen Charalambos gab es noch Seitenaltäre für die heiligen Georg und Nikolaus. Zur Ausstattung der alten wie auch der neuen Kathedrale gehörten auch von der Krim hierher überführte Ausstattungsstücke wie ein Kreuz aus dem Jahr 1767, zwei Schalen von 1775 und zahlreiche weitere, undatierte Kreuze. Zudem bewahrte man in einer Truhe Briefe von Zarin Katharina II. und Zar Alexander I. auf. Später wurde u. a. eine Ikone in Erinnerung an den Besuch von Konstantin Nikolajewitsch Romanow im Jahr 1873 und ein Banner zum Gedenken an die „wundersame Errettung der Zarenfamilie“ im Jahr 1888 (siehe Eisenbahnunfall von Borki) ergänzt. Die Ikone des heiligen Georg befindet sich heute im Nationalen Kunstmuseum der Ukraine in Kiew.

## Vorgängerbauten
Der Bau der ersten Kathedrale des heiligen Charalambos wurde im Jahr 1780 für die griechische Gemeinde auf dem alten Basar, dem späteren Platz der Befreiung (ukrainisch Площа звільнення), begonnen. Die Weihe fand am 22. April 1782 durch den Metropolit Ignatius statt, der aus Griechenland stammte und sich seit 1771 auf der Krim aufhielt, bevor er fünf Jahre später einen Teil der dort lebenden Griechen zur Umsiedlung aufrief. Nicht gesichert nachgewiesen ist die Vermutung, dass der Vorgängerbau dieser ersten Kathedrale die St.-Nikolaus-Kirche der Saporoger Kosaken war. Diese hatte die – von der Krim kommende – Gemeinde zunächst benutzt und sie besaß wohl nur ein einfaches Schilfdach. Es wird angenommen, dass die Kathedrale auf den Fundamenten entstand. In der Kathedrale wurde 1786 der heilige Ignatius von Mariupol (geb. 1715 als Iakovos Gozadinos, griechisch Ιάκωβος Γοζαδίνος in Kythnos, gest. 16. Februar 1786 in Mariupol) bestattet. Er war der Metropolit von Mariupol, Bischof der orthodoxen Kirche von Konstantinopel, dann der russisch-orthodoxen Kirche. Nach dem Bau der neuen Kathedrale wurde die erste Kathedrale umgebaut und im Jahr 1868 zur Katharinenkirche umgewidmet. Sie wurde auch „griechische Kirche“ (russisch греческая церковь) genannt, da die Liturgie an Feiertagen auf Griechisch abgehalten wurde.

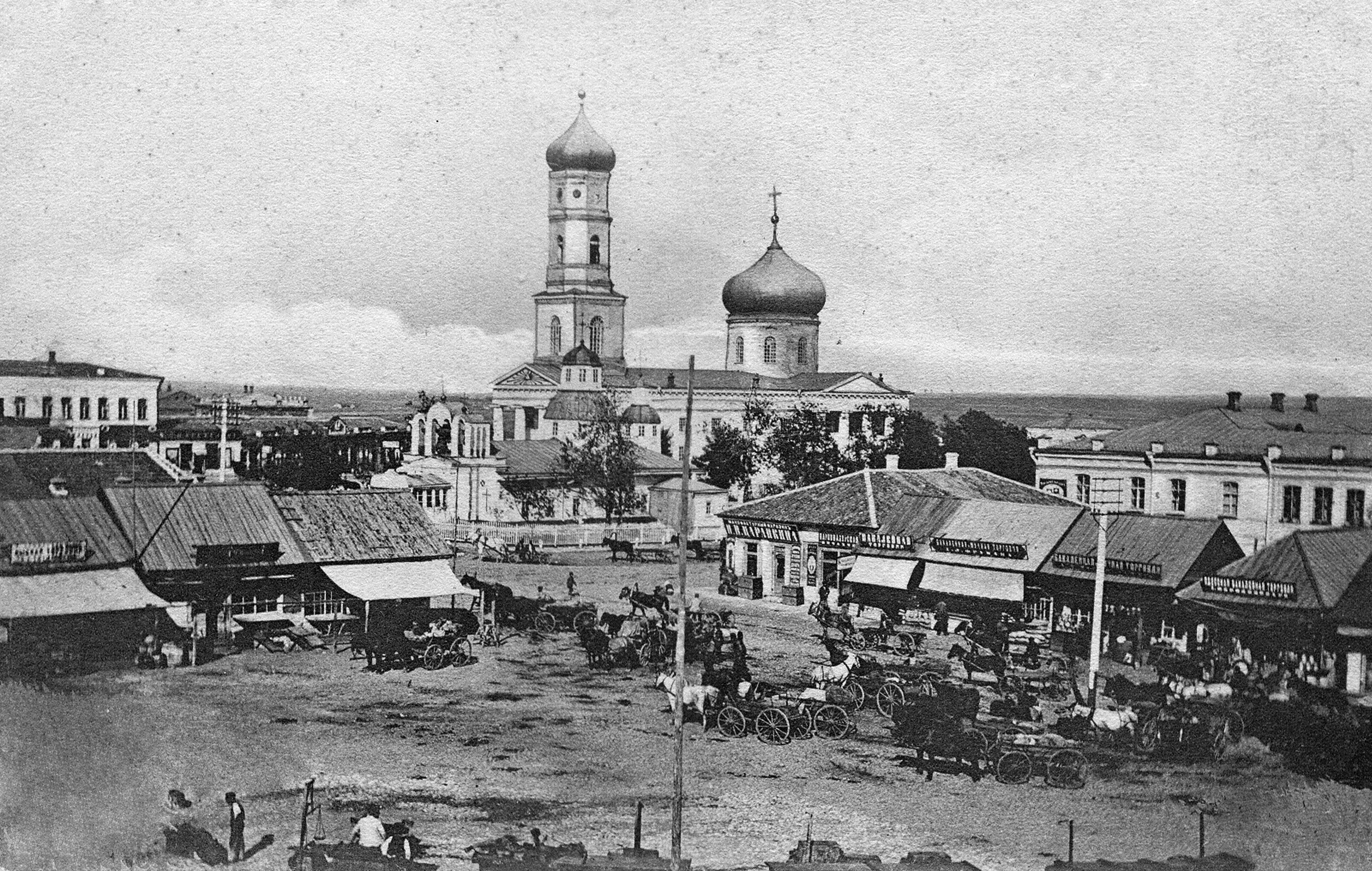
Niedriger und kleiner Vorgängerbau (vorne) und hoher, großer Neubau (hinten)
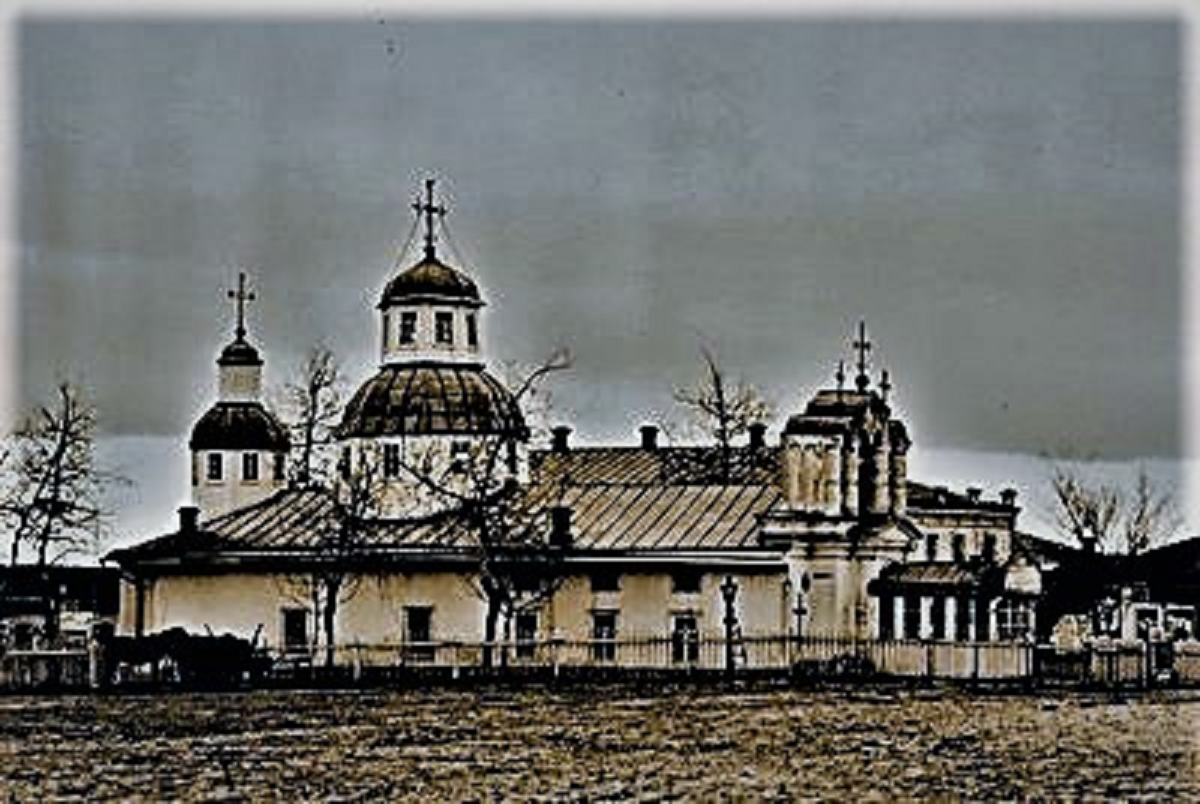
Vorgängerbau
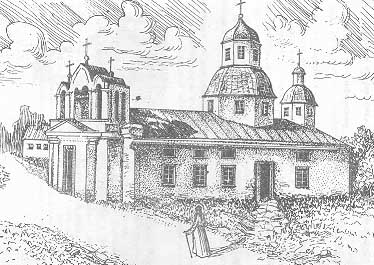
Vorgängerbau
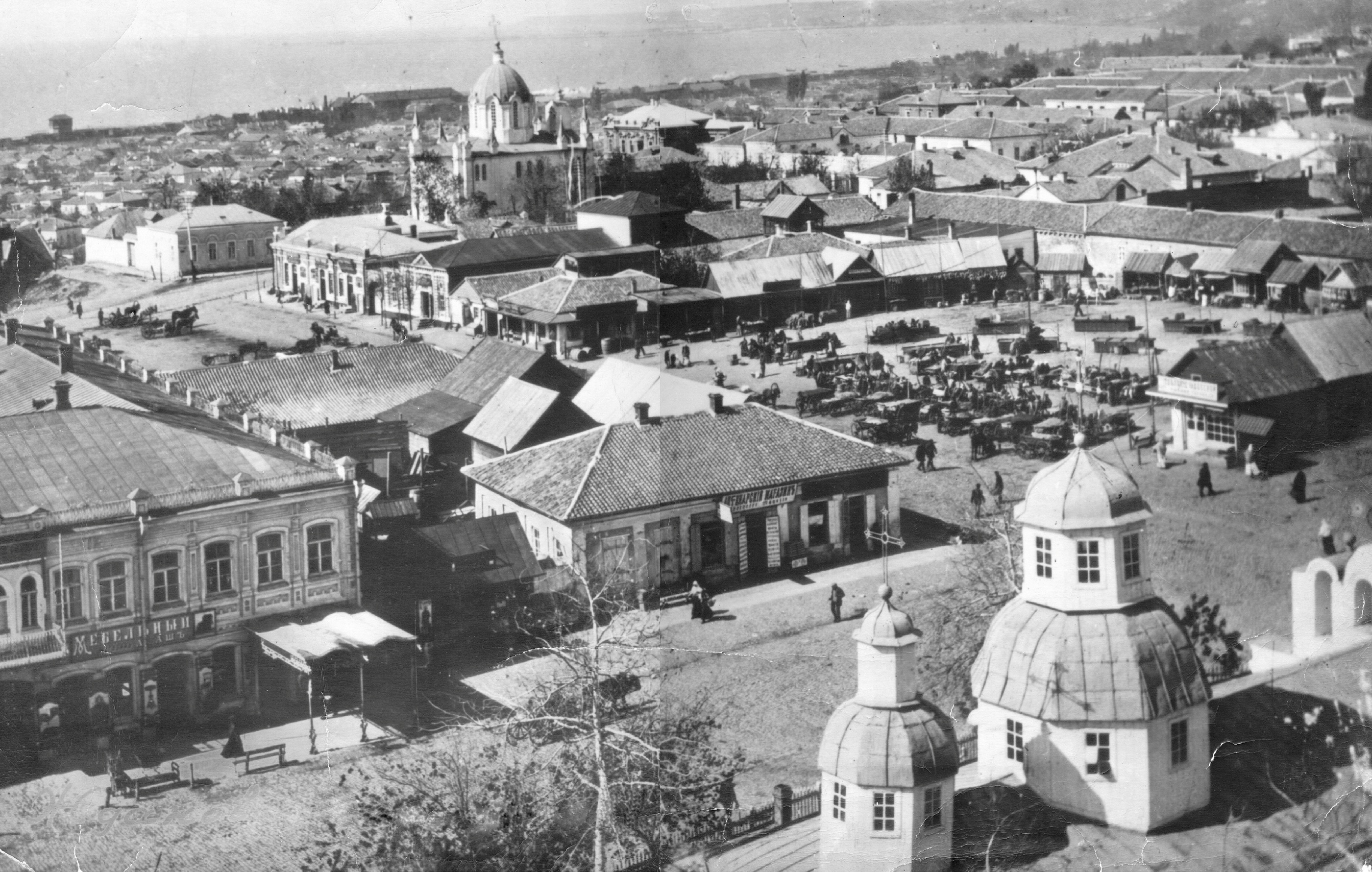
Blick auf das Dach des Vorgängerbaus mit den beiden Kuppeln (vorne angeschnitten)
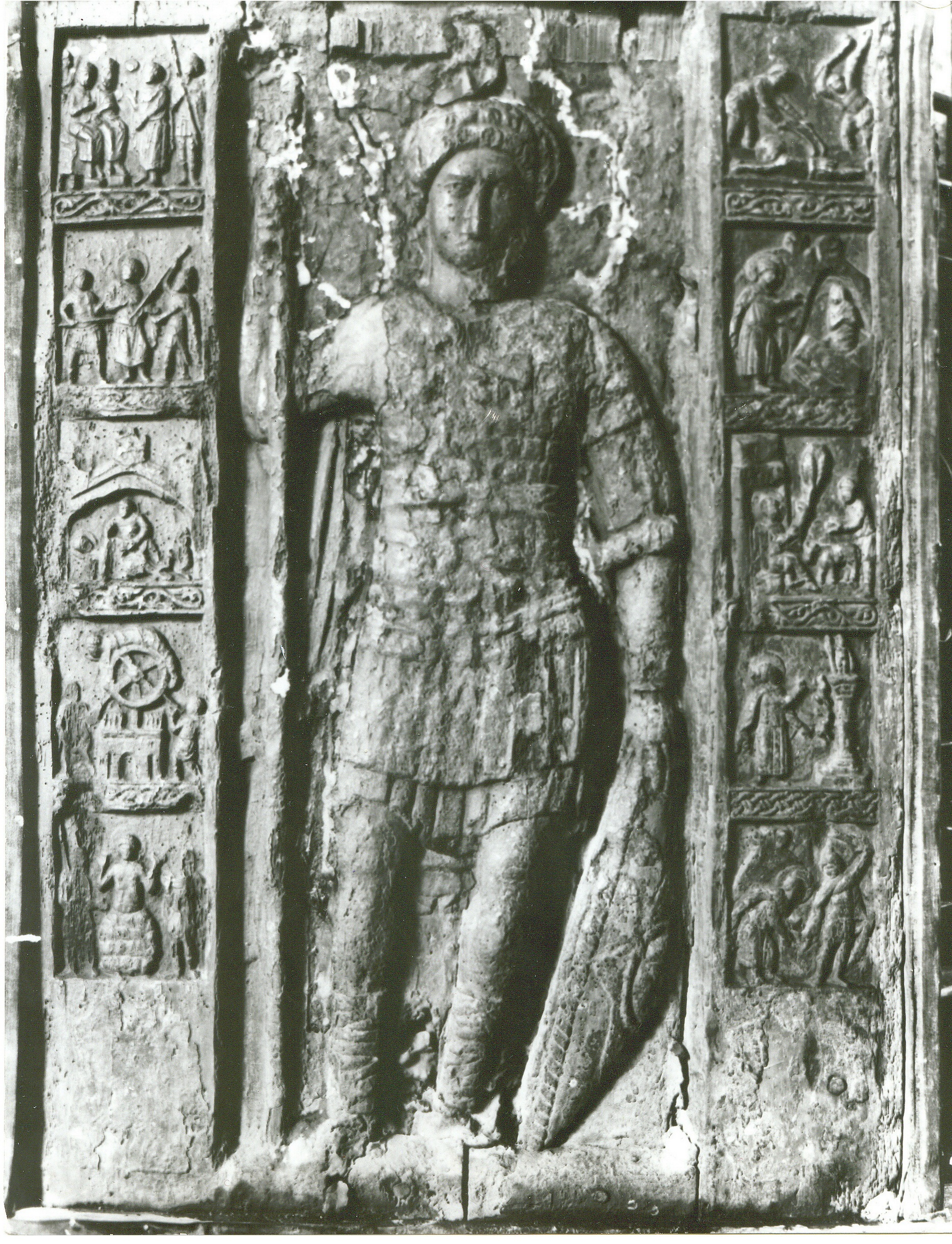
Ikone des heiligen Georg, früher in der Mariupoler Kathedrale, heute im Nationalen Kunstmuseum Kiews
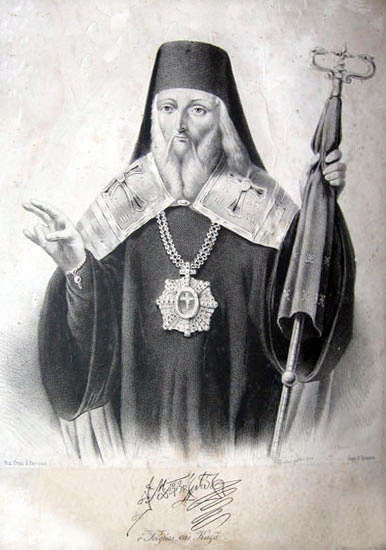
Heiliger Ignatius von Mariupol